# 4e cérémonie des Tony Awards
La 4e cérémonie des Tony Awards, présentée par l'American Theatre Wing, a eu lieu le 25 mars 1950 à l'hôtel Waldorf-Astoria, à New York. 

## Cérémonie
Le maître de cérémonie était James Sautera et les présentatrices Helen Hayes (présidente de l'American Theatre Wing), Mrs. Martin Beck (présidente du conseil d'administration) et avec la participation d'Eleanor Roosevelt. L'événement a été diffusé à la radio par WOR (AM) et Mutual Network. Les interprètes étaient Yvonne Adair, Rod Alexander, John Conte, Richard Eastham, Adolph Green, Georges Guétary, Bambi Linn, Allyn McLerie, Lucy Monroe, Danny Scholl, Herb Shriner, William Tabbert, William Warfield, Lou Wills Jr., Julie Wilson et Martha Wright. La musique était de Meyer Davis et son orchestre.

### Production
| Récompense          | Gagnant(e) |
| ------------------- | --- |
| Best Play           | The Cocktail Party de T. S. Eliot. Produit par Gilbert Miller |
| Best Musical        | South Pacific Musique de Richard Rodgers, paroles par Oscar Hammerstein II, livret de Oscar Hammerstein II et Joshua Logan. Produced by Leland Hayward, Oscar Hammerstein II, Joshua Logan et Richard Rodgers. |
| Producers (Musical) | South Pacific Produit par Leland Hayward, Oscar Hammerstein II, Joshua Logan et Richard Rodgers. |

### Performance
| Récompense                         | Gagnant(e)                               |
| ---------------------------------- | ---------------------------------------- |
| Best Actor in Play                 | Sidney Blackmer, Come Back, Little Sheba |
| Best Actress in a Play             | Shirley Booth, Come Back, Little Sheba   |
| Best Actor in a Musical            | Ezio Pinza, South Pacific                |
| Best Actress in a Musical          | Mary Martin, South Pacific               |
| Best Featured Actor in a Musical   | Myron McCormick, South Pacific           |
| Best Featured Actress in a Musical | Juanita Hall, South Pacific              |

### Artisans
| Récompense                          | Gagnant(e)                                          |
| ----------------------------------- | --------------------------------------------------- |
| Best Director                       | Joshua Logan, South Pacific                         |
| Choreographer                       | Helen Tamiris, Touch and Go                         |
| Tony Award for Libretto             | Oscar Hammerstein II et Joshua Logan, South Pacific |
| Scenic Designer                     | Jo Mielziner, The Innocents                         |
| Costume Designer                    | Aline Bernstein, Regina                             |
| Tony Award for Score                | Richard Rodgers, South Pacific                      |
| Best Conductor and Musical Director | Maurice Abravanel, Regina                           |

Plusieurs prix spéciaux ont été remis lors de l'événement à Maurice Evans, pour le travail qu'il a accompli pour guider la Compagnie du théâtre du centre-ville au cours d'une saison très réussie, Brock Pemberton, fondateur des Tony Awards et son président d'origine (à titre posthume) et à Joe Lynn, technicien de scène, (Miss Liberty). Eleanor Roosevelt a remis un prix spécial au bénévole Philip Faversham du programme hospitalier de l'American Theatre Wing